# Casa Talens
La Casa Talens se encuentra situada en la calle Julián Ribera número 13, en el municipio de Carcagente (Valencia), España

## Edificio
El edificio fue construido a instancias de la familia Talens, perteneciente a la alta sociedad valenciana, para su propia vivienda particular alrededor del año 1900. Su estilo arquitectónico es el modernismo valenciano.
Consta de planta baja, dos alturas y ático o buhardilla. Destaca el artesonado de tipo vegetal entre los balcones de la primera y segunda planta y en ambos laterales del edificio. Las barandillas de los balcones están elaboradas en forja de hierro. 
El interior del edificio conserva diversa ornamentación de estilo modernista como vidrieras originales, artesonado en techos, mosaico Nolla, etc.